# Переходовец
Переходовец — деревня в Пеновском районе Тверской области.

## География
Находится в западной части Тверской области на расстоянии приблизительно 10 км на север-северо-восток по прямой от районного центра поселка Пено.

## История
Деревня была показана на карте 1825 года. В 1859 году здесь было учтено 26 дворов, в 1939 — 71. До 2020 года входила в Заёвское сельское поселение (Тверская область) Пеновского района до их упразднения.

## Население
Численность населения: 204 человека (1859 год), 21 (русские 100 %) 2002 году, 11 в 2010.